# Omicron spegazzinii
Omicron spegazzinii är en stekelart som först beskrevs av Brethes 1905.  Omicron spegazzinii ingår i släktet Omicron och familjen Eumenidae. Inga underarter finns listade i Catalogue of Life.